# See See Rider
See See Rider (también llamada C. C. Rider) es un blues tradicional de 12 barras cuya primera grabación corresponde a Gertrude "Ma" Rainey en 1925.  Durante la década de 1960 Eric Burdon & The Animals hicieron una versión de estilo rhythm & blues con un notorio estilo psicodélico definido por los arreglos del órgano aunque manteniéndose en los versos de la versión de Rainley. 
Más tarde en 1970 Elvis Presley arregló y modificó el tema tanto a nivel rítmico como en los versos convirtiéndolo prácticamente en un tema nuevo  registrándose en el álbum en vivo durante uno de sus shows en el Hotel Internacional de Las Vegas, Nevada en febrero de 1970, conocido como On Stage.   A partir de allí Elvis convertiría a See See Rider en uno de sus temas de apertura en los conciertos conjuntamente con That's All Right. Comúnmente Presley era alguno de estos dos temas los que cantaba tras una introducción musical instrumental, siendo la más frecuente el tema principal de 2001 una odisea del espacio. 

## Composición
La versión de Ma Rainey de "See See Rider" se basa en un blues folk tradicional de 12 compases, como la de Lead Belly, cuya letra sigue la repetición tradicional del primer verso de la estrofa. Ésta comienza con la introducción de tres versos, atribuida a Lena Arant, que explica por qué la cantante está triste. Los siguientes versos están adaptados según el patrón menos típico de repetición del segundo verso de la estrofa   
Gates Thomas recopiló una versión de "CC Rider" en la década de 1920 en el sur de Texas. Repetía el segundo verso de la estrofa  en lugar del primero, más común en el blues. 

## Músicos de la versión de Elvis Presley
- Elvis Presley - voz y guitarra acústica

- James Burton - guitarra líder
- John Wilkinson guitarra eléctrica rítmica
- Charlie Hodge - guitarra acústica rítmica
- Jerry Scheff - bajo
- Bob Lanning - batería
- Glen D. Hardin - piano
- The Sweet Inspirations- coros
- The Imperials - coros
- Bobby Morris y su orquesta

### Sobregrabación
- Mary Holladay, Mary (Jeannie) Green, Joe Babcock, Dolores Edgin, Ginger Holladay, Sandy Posey, Hurshel Wiginton, Jim Glaser, Millie Kirkham, June Page - coros [5]

## Letra
En la versión de Presley, la más difundida de la misma, la letra tiene un argumento simple donde el protagonista le habla a su antigua novia increpándole a que vea lo que ella le ha hecho, ya que ella lo enamoró y finalmente él debió marcharse para no volver a caer en sus brazos, asegurándole que si llega él a encontrar a una buena muchacha con la cual sea compatible, no regresará jamás para solo volver a caer en lo que pareciera ser una relación fallida. 
Well, I'm going away, baby
And I won't be back to fall
Well, I'm going away baby
And I won't be back to fall
And if I find me a good girl

I won't, I won't be back at all

## Interpretaciones de Presley
La versión arreglada por Elvis es notoriamente más acelerada que la grabación de Ma Rainey de 1925  Llevando la canción a una acelerada y orquestada base de tiempo rítmico de dos por dos y dividida con un solo de guitarra de James Burton al estilo country luego de la segunda estrofa, en la mayoría de las interpretaciones de Elvis, aunque en la primera grabación el solo de guitarra sería luego de la tercera estrofa  Presley interpretó la canción en diversidad de oportunidades además de sus presentaciones en Las Vegas durante 1970, como varios de sus conciertos durante la gira de 1972 registrada en el documental Elvis On Tour, también durante su recital vía satélite a varios países del mundo, llamado Aloha From Hawaii y también el tema fue registrado durante su último concierto en Indianápolis en 1977 luego editado en video como Elvis In Concert. 

## Origen del término
Existen muchas teorías y conjeturas sobre el origen y el significado del título; ninguna ha sido confirmada, y la compleja historia de la canción podría imposibilitar su comprobación. Los intérpretes han interpretado la canción de diversas maneras, y en ocasiones han modificado la letra para adaptarla a sus interpretaciones.
La ortografía See See Rider podría ser una pronunciación de "CC Rider". Muchas fuentes indican que "cc rider" se refiere a los primeros predicadores itinerantes del "circuito eclesiástico" que no tenían iglesias establecidas, o a los "rider" del "circuito de condado" que eran abogados que seguían a un juez de circuito.   Debra Devi, investigadora del lenguaje del blues, formuló la hipótesis de que, durante la guerra civil estadounidense, CC significaba cabo de caballería , un oficial a caballo. "Riding" también es una metáfora común para las relaciones sexuales en el blues, y "rider" un término para una pareja sexual. En el uso afroamericano, "rider" puede ser masculino o femenino.  Esta etimología popular parece provenir de alguien llamado Alex Washburn, quien encontró esta interpretación de "cc rider" en una colección de canciones folclóricas de Alan Lomax, un destacado investigador estadounidense de campo de la música folclórica. 
El término "see see rider" a veces se interpreta como sinónimo de " easy rider "  (un hombre sin escrúpulos que vive de las ganancias de su amante). En las canciones de blues sucio , "easy rider" también puede referirse a una mujer con ideas sexuales liberales, que ha estado casada más de una vez o que es experta en el sexo 

## En la cultura popular
En uno de los episodios de la serie televisiva Los Simpsons, donde Homero asume la personalidad secreta del Hombre Pie (Pastel Man) el Dalái lama va a Springfiel a brindar una conferencia y Lisa Simpson, que auspicia de anfitriona del evento, lo presenta como "el Elvis de la iluminación" tras lo cual el Dalái lama aparece en escena mientras un grupo de monjes tibetanos interpretan con instrumentos musicales tradicionales de esa zona de Asia, la melodía introductoria de la versión de Elvis de See See Rider. 